# Aïn Abessa
Aïn Abessa là một đô thị thuộc tỉnh Sétif, Algérie. Dân số thời điểm năm 2002 là 15.058 người.